# Омен (фильм, 1976)
«О́мен» (The Omen — досл. с англ. — «Знамение», «Предзнаменование») — американский фильм ужасов 1976 года режиссёра Ричарда Доннера, первая часть киносериала «Омен», повествующего о воцарении Антихриста на Земле. Премьера фильма состоялась 25 июня 1976 года. Фильм был удостоен премии «Оскар» в номинации «Лучшая музыка к фильму».
Сценарист Дэвид Зельцер переработал сценарий и издал знаменитый роман «Знамение», положивший начало книжному циклу «Омен», который продолжили Жозеф Ховард и Гордон Макгил.

## Сюжет
6 июня в 6 часов утра американский дипломат в Италии Роберт Торн узнаёт, что у его жены родился мертвый ребёнок. Местный священник, отец Спилетто, предлагает Роберту усыновить мальчика, по совпадению родившегося одновременно с ребёнком Торна. Священник говорит, что мальчик стал сиротой, его мать умерла при родах. Боясь, что Кэтрин, жена Роберта, не переживёт страшного известия, Роберт соглашается усыновить мальчика, не сообщая жене о подмене. Они называют ребёнка Дэмиеном.
Несколько лет спустя Роберта назначают послом в Великобритании, и семья поселяется в особняке за пределами Лондона. На пятый день рождения Дэмиена его няня замечает в парке чёрного ротвейлера. Взгляд пса будто гипнотизирует девушку. Спустя короткий промежуток времени все гости праздника с ужасом видят, как няня с петлёй на шее прыгает с крыши и погибает.
В посольстве Роберта посещает католический священник, отец Бреннан, который говорит ему, что присутствовал в ту ночь, когда родился его сын. Торн не желает его слушать и выпроваживает. После в доме Торнов появляется новая няня — миссис Бэйлок. Но ни Роберт, ни Кэтрин не нанимали её. На вопрос, откуда она появилась, няня объясняет, что прислана агентством, которое узнало о гибели предыдущей няни из новостей. Позже она пытается убедить родителей Дэмиена не брать его с собой в церковь (при подъезде к которой у Дэмиена начинается истерика), а также приводит в дом собаку — того самого ротвейлера. Несмотря на уверения, что Дэмиен очень привязался к псу, который послужит ребёнку отличным сторожем, Роберт требует от новой няни избавиться от собаки. Во время поездки в сафари-парк машина Кэти и Дэмиена подвергается нападению бабуинов. Вечером Кэти рассказывает Роберту о том, что боится ребёнка и просит найти ей психиатра.
Позже отец Бреннан убеждает Роберта встретиться с ним и выслушать его. На встрече в парке Бреннан утверждает, что Роберт воспитывает сына дьявола. Он утверждает, что Кэтрин беременна, но «он» не допустит рождения ребёнка, а после убьёт Кэтрин и самого Торна. Священник умоляет Торна поехать в древний город Мегиддо и найти там человека по имени Бугенхаген. Роберт вновь отказывается верить Бреннану и уходит. Сразу после его ухода резко ухудшается погода. Священник бежит в церковь, но она оказывается запертой. В этот момент молния попадает в металлический штырь на крыше, который, падая, пронзает святого отца насквозь. Дома Кэтрин сообщает, что беременна, но намерена сделать аборт.
Дома Кэтрин ухаживает за цветами подвешенными к потолку на втором этаже, когда она встаёт на табуретку Дэмиен врезается в неё катаясь на велосипеде. Кэтрин падает на пол и в больнице врач сообщает Роберту, что его жена потеряла ребёнка. После этого с Робертом связывается фотограф Кит Дженнингс, который снимал различные события в жизни посла, в том числе пятилетие Дэмиена. Когда они встречаются фотограф рассказывает, что нашёл на своих снимках первой служанки Торнов и отца Бреннана странные аномалии, предвещающие смерть этих людей, а после он случайно заснял сам себя в зеркале и на снимке проявилась такая же аномалия.
Вдвоём они отправляются в Рим, что бы узнать кем была мать Дэмиена на самом деле. Прибыв в роддом, они узнают, что пять лет назад учреждение сгорело и никаких бумаг не осталось. А священник, который предложил Роберту усыновить Дэмиена, выжил при пожаре, но получил серьёзные ожоги и теперь живёт в отдалённом монастыре. Роберт и Дженнингс направляются в монастырь во Фрозиноне. Торн просит священника подать знак, где искать сведения о биологической матери Дэмиена. Тот пишет название этрусского кладбища в Черветери.
На кладбище посол и фотограф находят могилу некой Марии Скиано, которая умерла в тот день, когда родился Дэмиен. Рядом находится могила её сына. Торн и Дженнингс вскрывают могилу Марии и обнаруживают в ней скелет шакала, а в другой могиле — скелет младенца с проломленным черепом. Торн понимает, что это его настоящий сын, которого убили, чтобы Роберт взял на воспитание Дэмиена. Внезапно на них нападает стая ротвейлеров, от которых они едва спасаются. Из отеля Роберт звонит в больницу жене и требует, чтобы она срочно покинула Лондон. Кэтрин не успевает этого сделать — её убивает миссис Бэйлок. Узнав о смерти жены, Роберт отчаивается и заявляет Дженнигсу, что хочет смерти Дэмиена. Они отправляются в город Мегиддо. Бугенхаген, о котором говорил святой отец, даёт Роберту семь кинжалов и объясняет, что «Зверя» нужно отвезти в церковь и вонзить в него кинжалы один за другим. Он также подтверждает опасения посла насчёт миссис Бэйлок — она прислужница антихриста. Торн в ужасе от мысли об убийстве ребёнка, на что Бугенхаген отвечает ему, что Дэмиен — не человеческий ребёнок. Роберт может убедиться в этом: на теле ребёнка должно иметься родимое пятно в форме трёх шестерок — числа зверя. Несмотря на это, посол выкидывает клинки. Протестующий Дженнигс подбирает кинжалы, но в это время у стоящего неподалёку грузовика со строительными материалами отказывает ручной тормоз, и слетевшее с кузова стекло отсекает фотографу голову. Поражённый смертью товарища, Торн забирает кинжалы.
Поздно вечером Роберт возвращается домой. Он вновь замечает ротвейлера. Ему удаётся запереть пса в подвале. Роберт поднимается наверх, выстригает клок волос на голове Дэмиена и убеждается в его сущности — под волосами у ребёнка находится родимое пятно с числом зверя. В этот момент на него нападает проснувшаяся няня. Роберт убивает её. Он тащит сопротивляющегося Дэмиена до машины и везёт в церковь с твёрдым намерением убить его. Посол едет на огромной скорости, и за ним пускается в погоню полицейский патруль. Ворвавшись в церковь, Роберт заносит кинжал, но в последний момент колеблется, вбежавший в церковь полицейский стреляет в посла.
На похоронах супругов Торн Дэмиена держит за руку президент США. Дэмиен поворачивается и улыбается.

## В ролях
- Грегори Пек — посол Роберт Торн
- Ли Ремик — жена Роберта Кэтрин Торн
- Дэвид Уорнер — Кит Дженнингс
- Билли Уайтлоу — миссис Бэйлок
- Харви Стивенс[англ.] — Дэмиен Торн[англ.]
- Патрик Траутон — отец Бреннан
- Мартин Бенсон[англ.] — отец Спилетто
- Энтони Николлс[англ.] — доктор Беккер
- Шейла Рейнор[англ.] — миссис Хортон
- Лео Маккерн — Карл Бугенхаген (в титрах не указан)
- Роберт Ритти[англ.] — монах
- Джон Страйд[англ.] — психиатр
- Холли Пэланс[англ.] — няня
- Рой Бойд[англ.] — репортёр
- Фрида Доуи[англ.] — монахиня
- Брюс Боа — помощник Роберта Торна № 1
- Дон Феллоуз[англ.] — помощник Роберта Торна № 2
- Патрик Макалинни[англ.] — фотограф
- Бетти Макдауэлл[англ.] — американский секретарь
- Николас Кэмпбелл[англ.] — охранник посольства, Капрал морской пехоты
- Рональд Ли-Хант[англ.] — джентльмен на матче по регби
- Гульельмо Сполетини[итал.] — таксист в Италии
- Харви Бернхард[англ.] — прохожий на улице (в титрах не указан)
- Майкл Бирн — монах (в титрах не указан)

## Контекст времени
В своей проповеди, произнесенной в июне 1972 года, Папа Павел VI противоречиво выразил опасения по поводу усиления влияния дьявола, которое он прямо связал с упадком Католической церкви: «Из какой-то трещины дым сатаны проник в храм Божий. Там есть сомнения, неуверенность, проблемы, беспокойство, недовольство, конфронтация. К Церкви больше нет доверия; люди доверяют первому профаническому пророку, который выступает в каком-нибудь журнале или общественном движении, и бегут за ним». В 1970-е годы фильмы о дьяволе были очень популярны, в обществе всё чаще обсуждались кризис христианства, распространение сатанизма и различных культов, также много говорили о приближающемся конце света. 30 апреля 1966 года Антон Лавей основал Церковь Сатаны в Сан-Франциско. Прозванный в прессе «Чёрным Папой», он опубликовал «Сатанинскую Библию» в 1969 году, которая мгновенно стала бестселлером. В августе 1971 года журнал Look поместил его на обложку, на фото он держал в руках череп. В статье утверждалось, что сатанизм и колдовство находятся на подъёме в современном американском обществе. Через год на обложке TIME появилась статья «Оккультное возрождение: Сатана возвращается», в которой был изображен дьяволопоклонник в капюшоне с Сигилом Бафомета. В статье рассказывалось о том, как оккультные верования и практики становятся всё более распространенными. В то же время стремительно распространялась новая культура Нью Эйдж, которая уходила корнями в контркультуру 1960-х годов, восточный мистицизм и более ранние оккультные и метафизические движения, оно демонстрировало увлечение колдовством или виккой, астрологией, исцелением кристаллами, реинкарнацией, ченнелингом и изменёнными состояниями. Основанные в Пенсильвании Свидетели Иеговы определили 1975 год как вероятный год наступления последних времён или Армагеддона, о котором говорится в Откровении апостола Иоанна. По мере того как вера в основные протестантские церкви в США падала, подобные апокалиптические течения, обрели особую актуальность в различных движениях, а также в так называемом евангелическом возрождении 1970-х годов. Американское издание Newsweek провозгласило 1976 год «Годом евангелиста», а журнал Christianity Today заметил: «Евангелисты внезапно оказались номером один на североамериканской религиозной сцене». Профессор В. Скотт Пул в своей книге «Сатана в Америке: Дьявол, которого мы знаем» (2010) писал: «Если „Ребёнок Розмари“ и „Изгоняющий дьявола“ отразили и даже помогли сформировать новое увлечение евангелистов влиянием дьявола, то „Омен“ непосредственно использовал это увлечение в качестве сюжета и исходного материала». Доктор Эдриан Шобер писал, что возможно культурное влияние таких фильмов, как «Ребёнок Розмари» и «Омен», даже способствовало возникновению сатанинской паники в 1980-х годах. Она включала в себя необоснованные утверждения о культах и ритуальном насилии в США и некоторых других странах, например в Великобритании.
Как отмечают историки Кевин М. Крузе и Джулиан Э. Зелизер в своей книге «Линии разлома: история Соединенных Штатов с 1974 года» (2019), «после Вьетнама и Уотергейта здравость „истеблишмента“ внезапно оказалась под вопросом: президент Линдон Джонсон покинул Белый дом, его авторитет был подорван войной за рубежом, а затем президент Ричард Никсон с позором подал в отставку из-за скандала внутри страны. Вслед за этим американцы задались вопросом, не следует ли вся нация за своими президентами к краху». Чувство отчаяния и непонимания у американцев усилилось и после того как Джеральд Форд помиловал Никсона в сентябре 1974 года. Выход «Омена» на экраны в 1976 году пришёлся на год празднования двухсотлетия США, когда нация размышляла о своей прошлой славе, а также о недавних травмах. Недоверие к государственным институтам проявилось в виде паранойи, разгоревшейся в 1960-е годы в связи с теориями заговора по поводу убийства президента Джона Кеннеди в 1963 году, растущими сомнениями в выводах комиссии Уоррена и убийством брата Кеннеди Роберта в конце десятилетия. Подозрительность, неуверенность и страх достигли нового накала в 1970-е годы, что побудило британского журналиста Фрэнсиса Уина назвать эти годы «Золотым веком паранойи», «резким сочетанием апокалиптического ужаса и конспиративной лихорадки». Паранойя проявилась не только во всё более «параноидальном стиле» администрации Никсона, в покрывательстве и скандалах, но и в теориях мистификации высадки «Аполлона-11» на Луну, апокалиптических предсказаниях основных и побочных религий, культов Судного дня, таких как «Храм народов» преподобного Джима Джонса, и остром чувстве обречённости в отношении ущерба окружающей среде и последствий перенаселения.

## Концепция и сценарий
В 1974 году менеджеру по рекламе Роберту Мангеру пришла идея о пришествии на землю антихриста, притом история должна быть рассказана от самого его младенчества. Мангер рассказал об идее своему другу и продюсеру Харви Бернхарду. Последний был так очарован историей, что сразу же написал небольшой набросок сценария. До этого момента Бернхард работал только над документальными телевизионными фильмами и картинами в жанре блэксплотейшн. Чтобы доработать сценарий, он обратился к начинающему сценаристу Дэвиду Зельцеру, на счету которого на тот момент было всего три сценария к полнометражным фильмам.

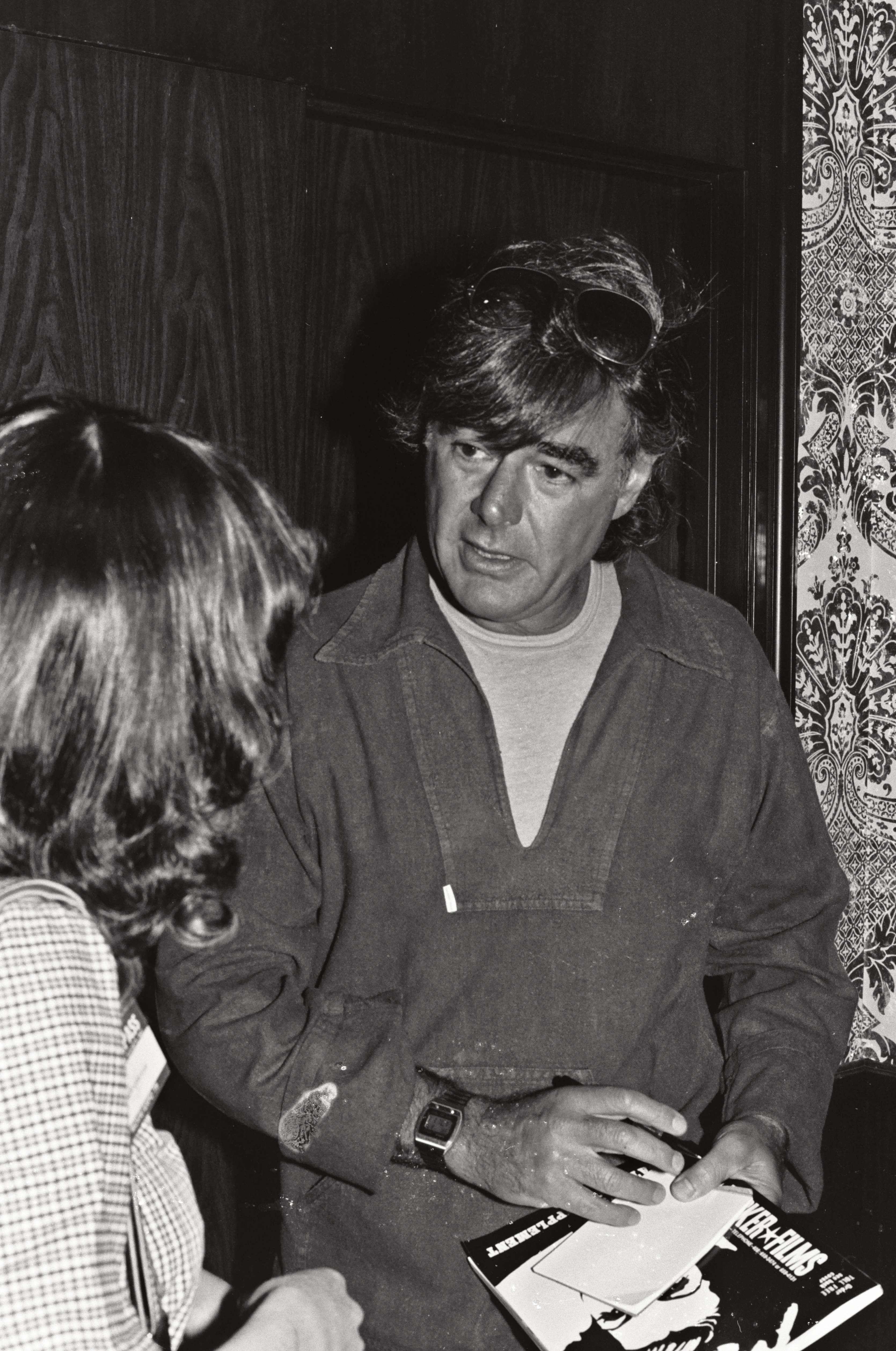
Ричард Доннер. 1979 год.

## Производство

### Сценарий
Ричарду Доннеру позвонил агент Эд Розен и предложил прочитать сценарий под названием «Антихрист» (англ. The Anti-Christ), от которого отказались все студии. На тот момент сценарий рассматривала студия Warner Bros, но через несколько дней и они хотели от него отказаться. Розен же считал этот сценарий очень хорошим. Доннеру сценарий очень понравился. Спустя какое-то время он показал сценарий главе компании 20th Century Fox Алану Лэдду, тому сценарий тоже понравился. Поначалу он беспокоился, что фильм будет очень жестоким, но было решено акцентировать основное внимание не на ужасах, а на персонажах «которые стали жертвами обстоятельств», а фильм снимать ближе к жанру триллера и уделять внимание саспенсу. В итоге студия 20th Century Fox купила сценарий. Изначально продюсеры сопротивлялись кандидатуре Доннера на посту режиссёра фильма, но благодаря Лэдду конфликт был улажен. В дальнейшем сценарий сменил название на «Знамение».

### Кастинг
Помимо Грегори Пека, на роль Роберта Торна пробовались Чарлтон Хестон, Рой Шайдер и Уильям Холден. Однако роль досталась Пеку, хотя он не снимался в художественных фильмах с 1971 года. Уильям Холден, в свою очередь, сыграл в сиквеле фильма.

### Съёмки
Съёмки фильма стартовали 6 октября 1975 и продлились 11 недель.
Для съёмок сцены с возбуждёнными бабуинами, атакующими автомобиль, на заднее сиденье машины посадили маленького бабуина, а когда это не дало эффекта, — вожака стаи, что вызвало повышенный уровень возбудимости стаи, а также привело к реальному испугу актрисы Ли Ремик.
При съёмках сцены с опрокидыванием аквариума с рыбой были использованы уже мёртвые сардины, окрашенные в оранжевый цвет. Использовать живую рыбу режиссёр отказался.
В сцене падения героини Ли Ремик использовали трюк: аквариум роняли в замедленной съемке, затем опрокидывали декорацию на бок, а Ремик ставили на тележку. Это позволило не прибегать к услугам каскадёра.

## Релиз
Фильм вышел в прокат в Великобритании 6 июня 1976 года.

## Финансовая сторона фильма
В США фильм собрал 60 922 980 долларов, из них в первый уик-энд — 4 273 886 долларов. При этом бюджет фильма составил 2 миллиона 800 тысяч долларов, ещё столько же было затрачено на рекламную кампанию фильма.
Для съёмок в фильме актёр Грегори Пек согласился снизить свой стандартный гонорар до 250 тысяч долларов при условии, что он также получит 10 % от прокатной прибыли фильма. В итоге Пек заработал более 6 миллионов долларов, что сделало эту роль его самой высокооплачиваемой работой на тот момент. Из других создателей фильма, 25 тысяч долларов в качестве гонорара получил композитор фильма Джерри Голдсмит. Музыка к фильму была издана отдельным альбомом, который стал золотым и платиновым по количеству продаж на виниле и позднее на компакт дисках.

## Анализ
По мнению Доктора Эдриана Шобера в фильме «Омен» история восхождения Антихриста заканчивается его появлением в Белом доме, что прямо указывает на страх перед коррупцией и заговором в американском правительстве. Связь Сатаны с политикой страны уходит корнями в колониальные и революционные времена: на одной из литографий Томас Джефферсон «стоит на коленях перед алтарём Французской революции, алтарём, который поддерживает не кто иной, как сам Сатана». Про Джефферсона даже говорили, что он был связан с Антихристом, как это говорили и про более поздних президентов, таких как Джон Ф. Кеннеди, Ричард Никсон, Барак Обама и Дональд Трамп. В фильме «Омен» явно прослеживается связь между Сатаной и политикой, а после разоблачений Документов Пентагона, «Уотергейта» и других сокрытий агентств, подобных разговоров стало слишком много. В июньском номере журнала Rolling Stone за 1994 год Хантер С. Томпсон отозвался о Никсоне как о «злом человеке — злом в том смысле, в каком его могут понять только те, кто верит в физическую реальность дьявола. Он был абсолютно лишён этики, морали или каких-либо основ порядочности». Шобер считает, что лейтмотивом «Омена» является паранойя и заговоры преобладающие в американском обществе в 1970-х годах. «Омен» имеет значение не только как фильм ужасов, но и как «квазирелигиозная полемика». Фильм одновременно говорит о конце света, является предупреждением консерваторам о, том что нужно срочно принимать какие-то меры, он идеологически противоречив, он находится где-то между радикальными, левыми идеями, светскими и религиозными правыми считает Шобер.
По мнению Шобера фильм можно условно разделить на две разных картины. По его мнению Ричард Доннер именно так и задумывал фильм. Он будто одновременно находится в двух реальностях, сверхъестественной и альтернативной, где всему происходящему имеется рациональное объяснение. Последующие сиквелы полностью стирают вторую интерпретацию. Таким образом, посол, по мнению Доннера, вполне может стать просто жертвой обстоятельств.

## Влияние
«Омен» часто называют одним из лучших фильмов на тему дьявола, где ключевую роль играют дети. В числе лучших подобных фильмов также называются «Ребёнок Розмари» (1968) Романа Полански и «Изгоняющий дьявола» (1973) Уильяма Фридкина. В настоящее время «Омен» считается одним из лучших фильмов ужасов. «Омен», «Ребёнок Розмари» и «Изгоняющий дьявола» породили целую волну фильмов ужасов о дьяволе в 1960—1970-х годах, которые снимали как в Америке, так и в Европе. Доцент кафедры английского языка Карен Реннер утверждает, что фильмы «Ребёнок Розмари» и «Омен» «сформулировали своего рода кинематографический учебник для нарратива об антихристе-ребёнке, совместно установив его стандартные повествовательные черты в культурном воображении».

## Награды номинации

### Награды
- «Оскар» (1977)
  - Лучший оригинальный саундтрек (Джерри Голдсмит)

### Номинации
- «Оскар» (1977)
  - Лучшая песня к фильму — «Ave Satani» (Джерри Голдсмит)
- «Золотой глобус» (1977)
  - Лучший актёрский дебют в мужской роли (Харви Стивенс[англ.])
- BAFTA (1977)
  - Лучшая женская роль второго плана (Билли Уайтлоу)
- «Золотой свиток» (1977)
  - Лучший фильм ужасов